# Caspase 8
La caspase 8 est une protéase à cystéine de la famille des caspases (de l'anglais cysteine-dependent aspartate-directed proteases) codée chez l'homme par le gène CASP8, situé sur le chromosome 2. Elle clive les chaînes polypeptidiques au niveau de séquences portant un résidu d'aspartate en P1, avec de préférence une séquence du type (Leu/Asp/Val)–Glu–Thr–Asp-|-(Gly/Ser/Ala). Cette enzyme intervient dans de nombreux processus biologiques, dont la nécrose, l'inflammation, la prolifération et en particulier l'apoptose par la voie extrinsèque, où sa fonction est centrale. 
La caspase 8 est initialement produite sous la forme d'une proenzyme, la procaspase 8. Elle est activée par autoclivage pour ne conserver in fine que son domaine caspase.

## Structure
La caspase 8, sous sa forme non clivée, possède, à son extrémité N-terminale, deux domaines effecteurs de mort (en) (DED) nécessaires à sa liaison avec la protéine adaptatrice FADD et à son activation, ainsi qu'un domaine protéase de type caspase (cysteinyl-aspartate-cleaving proteases) en C-terminal. Plusieurs isoformes de la caspase 8, résultant d'épissages alternatifs, ont été décrits. Néanmoins, deux isoformes (alpha et beta) semblent particulièrement exprimées et impliquées dans ses nombreuses fonctions. Ces deux isoformes ne diffèrent que d'un exon codant une séquence entre les DED (en) et le domaine caspases, elles ont respectivement une taille de 57 722 et 55 402 Daltons.

## Fonction

### Apoptose
La caspase 8 est une caspase dite "initiatrice", sa fonction est d'activer les caspases effectrices, telles que la caspase 3 et la caspase 7, qui mèneront la cellule à son autodestruction par le processus d'apoptose. La caspase 8 est impliquée dans l'apoptose par la voie extrinsèque, déclenchée par les récepteurs de mort, et non par la voie intrinsèque.

### Nécroptose
La caspase 8 est l'un des constituants du complexe ripoptosome, avec les protéines FADD, RIP1, FLIP et cIAP1. La caspase 8 a pour fonction de cliver RIP1, entraînant ainsi la dissociation du ripoptosome ce qui a pour effet de favoriser une mort dépendante des caspases à défaut d'une mort de type nécroptotique par l'activation de RIP3.

## Mécanismes moléculaires

### Activation
Dans le cadre de l'apoptose extrinsèque, la caspase 8 est activée au sein d'un complexe mutliprotéique appelé le DISC (Death-Inducing Signaling Complex). Ce complexe est formé à la suite d'une stimulation par leurs ligands de certains récepteurs de mort (dont les récepteurs FasR ou TRAIL-R2). Il est composé des ligands, des récepteurs, de la protéine adaptatrice FADD et des procaspases initiatrices telles que la procaspase 8 et la procaspase 10,,. Deux études ont proposé un modèle où la quantité de FADD serait comparable à celle des récepteurs et où la quantité de caspase 8 leur serait jusquʼà neuf fois supérieure. Les caspases 8 formeraient une chaîne, via leurs domaines DED (en) 1 et 2, qui seraient nécessaires à leur activation,.
La proximité et la conformation des caspases 8 au sein du complexe permettent leur autoactivation. Celle-ci se fait dans un premier temps par un clivage au niveau dʼun résidu dʼaspartate (D374 pour la caspase 8b), ce qui libère la petite sous-unité du domaine caspase située à lʼextrémité C-terminale (fragment p10/p12). Le fragment restant (p43/p41) reste intégré au DISC pour subir le clivage de la grande sous-unité du domaine caspase (fragment p18/p20). Les grandes et les petites sous-unités sont relarguées dans le cytosol ou elles forment la caspases 8 pleinement activée prenant la forme dʼun tétramère composé de quatre fragments de clivage (p202p102). Les dimères de procaspase 8 possèdent initialement une activité, ce qui permet notamment l'autoclivage de la caspase 8. Néanmoins, les clivages (en p43/p41 puis en p18/p20) augmentent successivement lʼactivité catalytique mais surtout la spéciﬁcité de l'enzyme à ses substrats. La forme pleinement activée peut ainsi cliver les caspases effectrices et la protéine Bid pour la poursuite du processus d'apoptose.
Certaines études ont montré que la caspase 10 peut suppléer la fonction apoptotique de la caspase 8 en son absence,. Néanmoins, ces démonstrations sont tempérées par de nombreuses études qui montrent le caractère prépondérant de la caspase 8 par rapport à la caspase 10 dans l'induction de l'apoptose,.

### Inhibition
La caspase 8 peut être inhibée dans sa fonction par FLIP qui est un homologue très proche mais dont l'activité est déficiente à la suite de la mutation de certains acides aminés du site catalytique caspase. Les isoformes courtes de FLIP (FLIPS et FLIPR) inhibent complètement l'activité de la caspase 8 lorsqu'elles s'y associent. Alors que l'isoforme longue de FLIP (FLIPL) permet à la caspase 8 de conserver une activé et une sélectivité réduites à une cible proche telle que RIP1 ou une autre caspase 8,.
La caspase 8 peut être phosphorylée sur la tyrosine 380, ce qui a pour effet d'inhiber son activation et le déclenchement de l'apoptose induite par le récepteur Fas.